# 加大奈瀑布
加大奈瀑布位於台東縣卑南鄉，源於加大奈最高峰北北東方大南溪無名支流匯入大南溪處。瀑布標高約590公尺至490公尺，落差約100公尺。臺灣已故知名空拍攝影師齊柏林曾攝有此瀑布的影像紀錄。2021年6月的衛星圖像顯示，瀑布因上游山體崩塌而存續不明。

## 解
1. ↑  根據《臺灣通用電子地圖【NLSC】》、《臺灣通用正射影像【NLSC】》對照。